# Шанеше
Шанеше (фр. Cheneché) насеље је и општина у западној Француској у региону Поату-Шарант, у департману Вијена која припада префектури Поатје.
По подацима из 2011. године у општини је живело 345 становника, а густина насељености је износила 66,99 становника/km². Општина се простире на површини од 5,15 km². Налази се на средњој надморској висини од 120 метара (максималној 119 m, а минималној 77 m).

## Демографија
| 1962. | 1968. | 1975. | 1982. | 1990. | 1999. | 2011. |
| ----- | ----- | ----- | ----- | ----- | ----- | ----- |
| 110   | 162   | 152   | 240   | 282   | 285   | 345   |

График промене броја становника у току последњих година